# Servant (TV-serie)
Servant är en amerikansk TV-serie skapad och skriven av Tony Basgallop. M. Night Shyamalan är producent. Den första säsongen består av 10 avsnitt och de tre första avsnitten visades i november 2019 på Apple TV+. En säsong två är planerad. Serien handlar om paret Dorothy och Sean Turner som har förlorat sin son i plötslig spädbarnsdöd. Sex veckor efter dödsfallet anställer de en barnflicka, Leanne Grayson, till deras terapi-docka.

## Rollista (i urval)
- Toby Kebbell – Sean Turner
- Lauren Ambrose – Dorothy Turner (född Pearce)
- Nell Tiger Free – Leanne Grayson
- Rupert Grint – Julian Pearce
- Mason och Julius Belford – Jericho
- Phillip James Brannon – Matthew Roscoe
- Tony Revolori – Tobe
- M. Night Shyamalan – Leveranskillen (cameo)
- Boris McGiver – George